# Tiny Room Stories: Town Mystery
Tiny Room Stories: Town Mystery es un videojuego de aventura y puzles producido de forma independiente por el estudio Kiary Games. Tiene características tales como los rompecabezas, niveles 3D que puedes girar para ver desde otro ángulo.
Se lanzó el 26 de febrero de 2021. Hasta la fecha lleva más de 5.000.000 de descargas en Google Play.
El videojuego fue lanzado para las plataformas de Steam, Android e iOS.

## Mecánica de juego
Tiny Room Stories: Town Mystery es un videojuego en 3D. Contiene elementos de exploración, aventura y puzles, muy similar a juegos clásicos de aventuras gráficas. 

## Historia
El videojuego comienza cuando tu padre te envía una carta pidiéndote ayuda y te diriges a Redcliff, ciudad que se encuentra totalmente vacía y tienes que descubrir que pasa.

## Premios
Mejor juego independiente: Google Play 2019
Mejor juego para móvil: premio independiente
Mejor juego móvil: DevGAMM’2019
Mejor juego móvil: GTP Indie Cup W'19
TOP 20: escaparate de juegos independientes de Google Play
Mejor juego independiente (Nominado) - DevGAMM’2019
Excelencia en diseño de juegos (nominado) - DevGAMM’2019